# Mikhaïl Valchev
Mikhaïl Valchev (bulgare : Михаил Вълчев) (né le 13 octobre 1956 à Dalgopol en Bulgarie) est un joueur de football et entraîneur bulgare.

## Palmarès

### Club
- Championnat de Bulgarie - 2 fois (1984, 1985)
- Coupe de Bulgarie - 2 fois (1984, 1986)

### Individuel
- Meilleur buteur du championnat de Bulgarie : 1982 (avec 24 buts)